# 닉스 (위성)
닉스(Nix) 혹은 134340 명왕성 II(소행성명 134340 Pluto II)는 명왕성의 두 번째 위성이다. 2005년 5월에 허블 우주 망원경으로 발견되었다. 발견 당시의 임시 명칭은 S/2005 P2이었다. 닉스라는 이름은 그리스 신화의 밤의 여신 닉스에서 따온 것이다. 하지만 소행성의 이름으로 이미 3908 닉스(3908 Nyx)가 쓰이고 있어서 닉스(Nix)로 명명하였다.

## 탐사

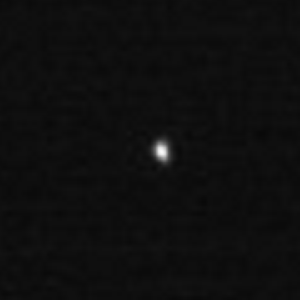
2015년 7월 11일
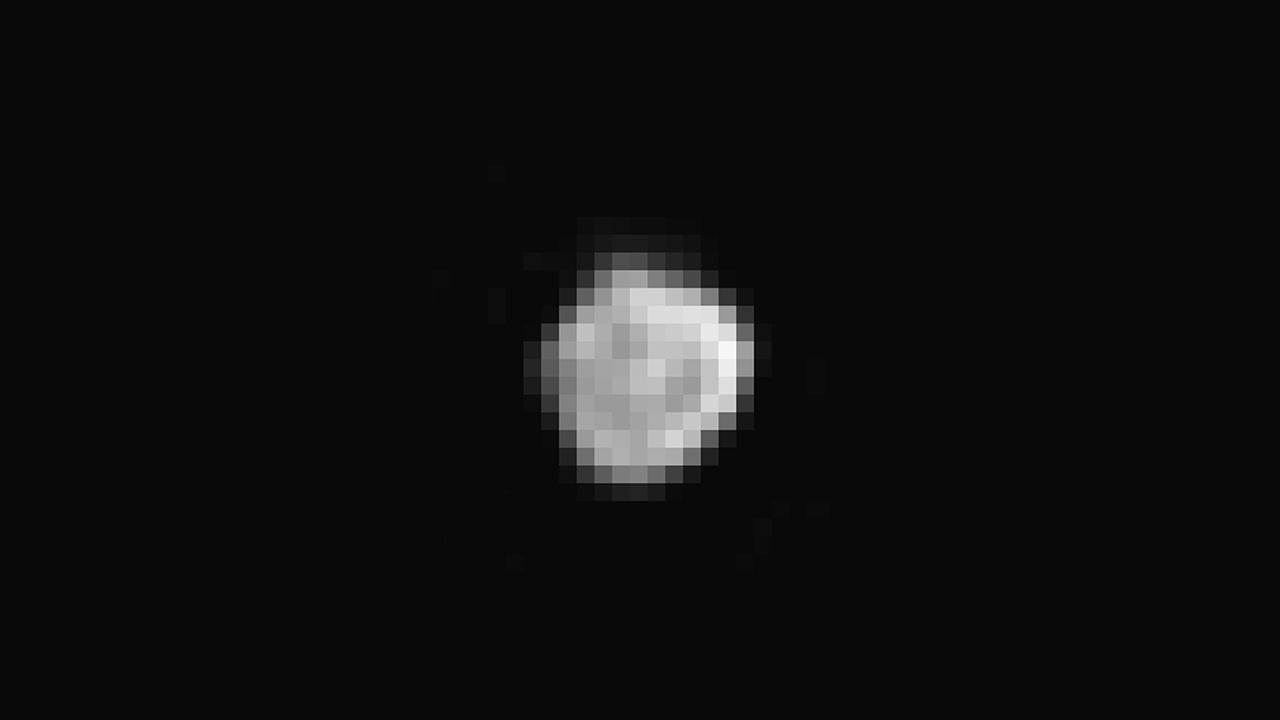
2015년 7월 13일
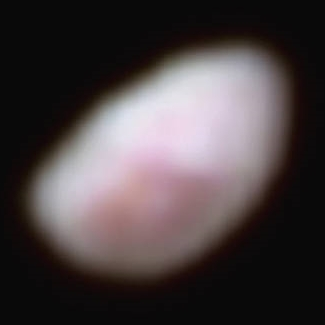
2015년 7월 14일
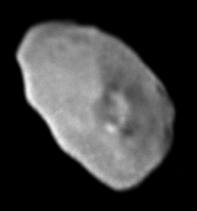
닉스 흑백 사진
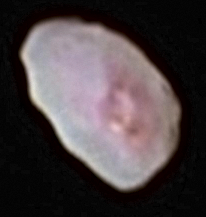
닉스 컬러 사진

## 참고 문헌
- Steffl, A. J.; Mutchler, M. J.; Weaver, H. A.; Stern, S. A.;  외. (2006). “New Constraints on Additional Satellites of the Pluto System”. 《The Astronomical Journal》 132 (2): 614–619. arXiv:astro-ph/0511837. Bibcode:2006AJ....132..614S. doi:10.1086/505424.(Final preprint)